# Courvite à triple collier
Rhinoptilus cinctus
Espèce
Répartition géographique
Statut de conservation UICN

 LC  : Préoccupation mineure
Le Courvite à triple collier (Rhinoptilus cinctus) est une espèce d'oiseaux limicoles de la famille des Glareolidae.

## Description

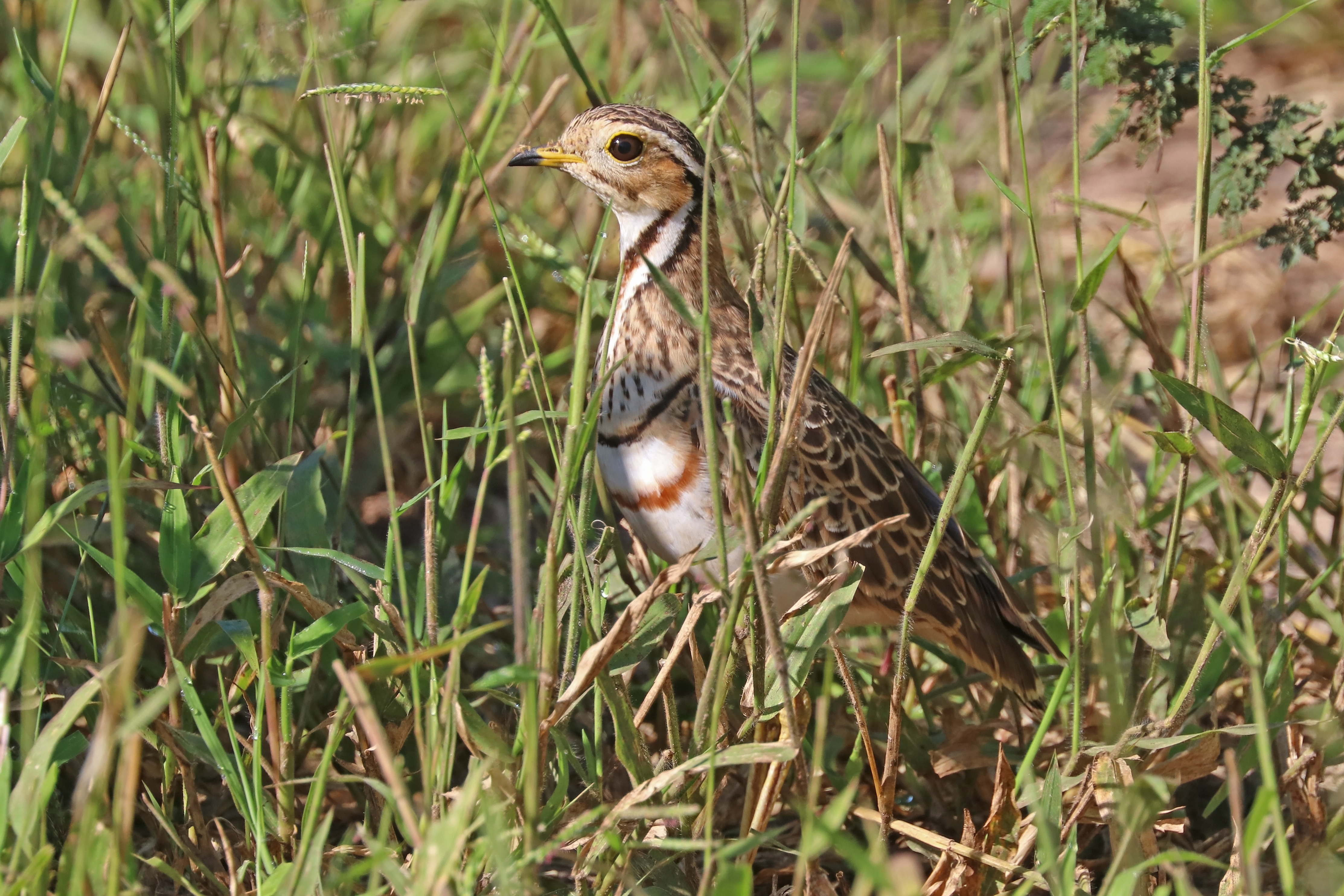
sous-espèce seebohmi

## Répartition et sous-espèces
Selon la classification de référence du Congrès ornithologique international (15.1, 2025) iles répartit en cinq sous-espèces (ordre philogénique) :
- R. c. mayaudi (Érard, Hemery & Pasquet, 1993) — Éthiopie et nord de la Somalie ;
- R. c. balsaci (Érard, Hemery & Pasquet, 1993) — sud de la Somalie et nord-est du Kenya ;
- R. c. cinctus (Heuglin, 1863) — sud-est du Soudan du Sud et nord-ouest du Kenya ;
- R. c. emini Zedlitz, 1914 — sud du Kenya, Tanzanie et nord de la Zambie ;
- R. c. seebohmi Sharpe, 1893 — du sud de l'Angola au nord du Transvaal.